# Sois tranquille
Sois tranquille – singel Emmanuela Moire promujący album L’Équilibre, wydany 13 października 2012 nakładem Warner Music.
Singel notowany był na 21. miejscu zestawienia Top Singles & Titres we Francji.
Tekst do utworu napisał Yann Guillon, za jego kompozycję zaś odpowiadał sam wokalista.

## Lista utworów
- Promo[1]

1. „Sois tranquille” – 4:43

## Pozycja na liście sprzedaży
| Kraj    | Notowanie (2012)     | Najwyższa pozycja |
| ------- | -------------------- | ----------------- |
| Francja | Top Singles & Titres | 21                |